# 尤利安·德拉克斯勒
尤利安·德拉克斯勒（德語：Julian Draxler，1993年9月20日—）是一名德國職業足球員，司職進攻中場，亦能擔當左翼。現効力卡塔爾俱樂部阿赫利，德国国家足球队成員。

## 俱乐部生涯
德拉克斯勒的足球生涯始于其家乡格拉德贝克的球队伦特福特（BV Rentfort），并在6岁时转投盖尔森基兴的鲍尔07足球俱乐部。2001年，当他年满10岁后则加盟了沙尔克04。在随后的几年中，他经历了沙尔克04从9岁以下少年队至19岁以下的各级别青年队。
2011年1月5日，德拉克斯勒完成了他的职业生涯首秀，在球队以0比1不敌汉堡的该季德甲第18轮比赛中，他于第83分钟替换伊万·拉基蒂奇登场。凭借着17岁零117天的年龄，他成为沙尔克04在德甲历史上最年轻的出场球员。同时，他也是继紐尼·沙軒、伊布拉希姆·坦科和尤尔根·弗里德尔之后，德甲第4年轻的出场球员。
在完成德甲处子秀的三天后，德拉克斯勒与沙尔克04签署了第一份期至2014年的职业合同，并在接下来对阵汉诺威96（1比0）的第19轮联赛中首次出现在首发阵容。他在比赛中助攻劳尔射入唯一入球，后于第58分钟被克里斯蒂安·潘德尔换下。他在俱乐部一线队的首个入球发生于德国杯四分之一决赛对阵纽伦堡的加时赛中，当他替补登场后于第119分钟射入绝杀球，帮助球队以3比2晋级。2011年2月15日，德拉克斯勒又完成了他的欧洲赛场首秀，在该季欧洲冠军联赛八分之一决赛对阵巴伦西亚的首回合比赛中，他于第78分钟替换謝菲遜·法芬登场。他的德甲首个入球是在2011年4月1日对阵圣保利的第28轮联赛中斩获，然而由于最后时刻圣保利球迷扔水瓶击中助理裁判，导致了比赛腰斩。德国足协的竞赛仲裁法庭后于4月5日裁定该场比赛结果有效，从而使德拉克斯勒成为了继紐尼·沙軒之后的德甲第2年轻入球者。2011年5月21日，凭借着德拉克斯勒在德国杯决赛的入球，沙尔克得以1比0战胜杜伊斯堡，他也由此成为了德国杯决赛历史上最年轻得分手，以及德国杯历史上的最年轻冠军获得者。他是以17岁零243天的年龄打破了此前的纪录保持者霍尔斯特·特里姆霍尔德所保持的纪录，后者是在1959年代表红白埃森以5比2战胜诺因基兴的比赛中加冕为德国杯决赛的最年轻得分手。而德拉克斯勒的这一入球还被德国电视一台评选为当月最佳入球。
在2011-12赛季的夏歇期中，德拉克斯勒与沙尔克04的合同被延长了两年，至2016年6月30日止。同年8月，他还获得了弗里茨·瓦尔特大奖的U18组别金奖。
2012年9月25日，德拉克斯勒在沙尔克04以3比0战胜美因茨05的比赛中完成了自己的第50场德甲比赛。他也以19岁零5天的年龄成为达到这一数字的历史最年轻球员。而随着他在2012年10月3日以1比1战平蒙彼利埃的比赛中射入1球，他又取代拉斯·里肯，成为了在欧洲冠军联赛取得入球的最年轻德国球员。然而，他却在这场比赛中遭到了左前臂盖式骨折。
在沙尔克04于2013年3月2日客场4比1战胜沃尔夫斯堡的比赛中，德拉克斯勒为本队射入了第1球和第2球，这是他职业生涯中首次梅开二度。2013年3月9日，他又在2比1战胜多特蒙德的魯爾區德比中第100次代表沙尔克04出场，并射入首球。当时他只有19岁零170天，而至今尚无球员能够打破这一纪录。此外，德拉克斯勒还是历史上首个在未满20岁时便达到75次德甲出场纪录的球员。
2013年4月，沙尔克04再度将德拉克斯勒的合同延长两年，至2018年6月30日止，他同时还获准在新赛季身披10号球衣。
2014年5月3日，德拉克斯勒以20岁零225天的年龄完成了自己的第100场德甲比赛，并打破了此前由卡尔-海因茨·科贝尔所保持的百场德甲最年轻球员纪录。

## 国家队生涯
继德拉克斯勒自2010年起开始代表德国18岁以下国家足球队参赛后，他于2011年8月被首次召入德国21岁以下国家足球队，并在首场以4比1战胜塞浦路斯的比赛中斩获一个入球及一记助攻。2011年10月，德拉克斯勒又首次入选德国19岁以下国家足球队，并在他参加的第二场比赛中首开纪录，帮助球队以2比0战胜黑山。
在备战2012年欧洲足球锦标赛期间，德拉克斯勒首次被德国国家足球队主教练约阿希姆·勒夫纳入参加集训的大名单。在2012年5月26日对阵瑞士的热身赛中，他完成了自己的成年组国家队首秀，于第62分钟替换卢卡斯·波多尔斯基出场，并助攻马尔科·罗伊斯将比分改写为3比4。然而在两天后，勒夫宣布德拉克斯勒不予入选最终的23人参赛名单。
在2013年3月22日对阵哈萨克斯坦的世界杯预选赛中，德拉克斯勒得以第一次代表德国队首发出场。然而，由于期间于波多尔斯基发生冲突，这位19岁的年轻才俊不得不被及早替换下场。他在国家队的首个入球诞生于2013年6月2日以3比4不敌美国的友谊赛中，当他第6次代表德国队上阵时，帮助球队射入最后一记安慰球。德拉克斯勒也由此成为了德国队最年轻的入球者之一，而排在他之前的弗里茨·瓦尔特在取得国家队首球时的年龄要更早一天。
2013年5月2日，德拉克斯勒再次被勒夫召入了德国队备战2014年世界杯足球赛的大名单。在2014年5月13日对阵波兰的友谊赛中，他第一次戴上了队长袖标，从而以20岁零265天的年龄取代克里斯蒂安·施密特，成为了德国队历史上最年轻的队长。至2014年6月2日，德拉克斯勒与他的沙尔克04队友贝尼迪克特·赫韦德斯共同入选征战巴西世界杯的最终23人参赛名单。

### 国家队进球
| 进球 | 日期         | 场地                         | 对手 | 比分 | 赛果 | 比赛性质 |
| ---- | ------------ | ---------------------------- | ---- | ---- | ---- | -------- |
| 1.   | 2013年6月2日 | 美国华盛顿，肯尼迪纪念体育场 | 美国 | 3–4  | 3–4  | 友谊赛   |

## 比赛风格
德拉克斯勒在一对一情况下所表现出来的速度和力量最为人所赞赏。他主要在左边路活动，但也可以被安排在右边路或10号位（中路），在这些位置上，他总有“最舒服的感觉”。前沙尔克04主教练菲利克斯·马加特曾这样评价德拉克斯勒：“尽管他还很年轻，但他对比赛节奏的把握非常成熟。他在比赛中的专注度很高，不会轻易或草率的出脚。他的手脚协调性也很强，使得他在控球和盘带时都显得比许多职业球员更为老到。他在踢球时显得很调皮和自信，并总能正确的将球送入球网。人们需要在每一个位置对他作出盯防，因为他无所不在。这就是为什么他能令每一个对手感觉不愉快的原因”。他从后排插上射门的皮球最高时速可达117公里/小时。此外，德拉克斯勒的双脚均能运用自如。

## 荣誉

### 国家队
- 世界杯足球赛冠军：2014

### 俱樂部
沙爾克04
- 德国杯冠軍：2011
- 德國超級盃冠軍：2011

巴黎圣日耳曼
- 法國足球甲級聯賽 ：2017-18、2018-19、2019-20
- 法國盃：2016–17、2017–18、2019–20、2020-21[29]
- 法國聯賽盃：2016–17、2017–18、2019–20
- 法國超級盃：2017、2020
- 欧洲冠军联赛亞軍：2019–20

### 個人
- 弗里茨·瓦尔特大奖金奖：2011（U18组）[30]

## 个人生活
德拉克斯勒最初就读于格拉德贝克的海森贝格高级中学，后来则转往盖尔森基兴的贝格·费尔德综合中学，并于2012年7月在这里完成高考。德拉克斯勒自幼便是沙尔克04的球迷，并经常随父亲前往观看该队的主场比赛。在为沙尔克04青年队效力期间，他也会经常觉得训练量不足，因此他每周至少有两次会返回家乡球队的训练场进行加练。

## 外部連結
- 官方网站（德文）
- Soccerway資料庫：尤利安·德拉克斯勒
- weltfussball.de：尤利安·德拉克斯勒 （页面存档备份，存于）之统计数据（德文）
- fussballdaten.de：尤利安·德拉克斯勒之統計數據 （德文）
- schalke04.de尤利安·德拉克斯勒之球员资料（德文）